# Nadja Vogel
Nadja Vogel (7 agosto 1990) è un'ex sciatrice d'erba ed ex sciatrice alpina svizzera; nel suo palmarès figurano, tra l'altro, sei medaglie d'oro ai Campionati mondiali di sci d'erba.

## Biografia

### Carriera nello sci d'erba
La Vogel, originaria di Escholzmatt, iniziò la sua attività sportiva come sciatrice d'erba; attiva in gare FIS dal maggio del 2005, esordì in Coppa del Mondo il 18 giugno dello stesso anno all'Aquila, subito ottenendo il primo podio classificandosi 2ª in slalom speciale. Ancora quindicenne, nello stesso anno colse anche il primo successo nel circuito, il 17 luglio a Forni di Sopra in supergigante, vinse quattro medaglie ai Mondiali juniores di Nové Město na Moravě (l'oro nel supergigante e nello slalom gigante, l'argento nello slalom speciale e nella combinata) ed esordì ai Campionati mondiali: nella rassegna iridata di Dizin vinse la medaglia d'oro nello slalom gigante e nella combinata e quella di bronzo nel supergigante e nello slalom gigante.
Nel 2006 ai Mondiali juniores di Horní Lhota vinse altre tre medaglie d'oro (nel supergigante, nello slalom speciale e nella combinata) e una d'argento (nello slalom gigante), mentre nella rassegna iridata giovanile dell'anno successivo, disputata a Nova Levante, incrementò il suo palmarès con altre tre medaglie d'oro (nel supergigante, nello slalom speciale e nella combinata).
Il 26 agosto 2007 ottenne il suo ultimo podio in Coppa del Mondo, vincendo lo slalom speciale di Sattel, e si congedò dallo sci d'erba nel settembre seguente in occasione dei Mondiali di Olešnice v Orlických horách, durante i quali vinse la medaglia d'oro in tutte e quattro le specialità in programma: supergigante, slalom gigante, slalom speciale e combinata.

### Carriera nello sci alpino
La Vogel ha iniziato a partecipare a gare di sci alpino mentre ancora gareggiava ai massimi livelli nello sci d'erba; nel dicembre del 2005 ha partecipato alla sua prima gara FIS, mentre il 5 gennaio 2007 ha esordito in Coppa Europa nello slalom speciale di Melchsee-Frutt, che non ha completato. Il 14 novembre 2011 ha debuttato in Coppa del Mondo nello slalom speciale di Levi, in occasione del quale non si è qualificata per la seconda manche.
Il 21 febbraio 2014 ha conquistato il suo primo podio in Coppa Europa, giungendo 2ª a Bad Wiessee in slalom speciale; quattro giorni dopo in Coppa del Mondo si è piazzata al 3º posto, assieme ai connazionali Wendy Holdener, Reto Schmidiger e Markus Vogel, nella gara a squadre disputata a Innsbruck. Il 21 novembre 2014 ha conquistato il suo miglior risultato in Coppa del Mondo, nonché unico piazzamento a punti, chiudendo al 23º posto lo slalom speciale disputato a Levi.
Il 3 dicembre 2014 ha colto a Hemsedal in slalom speciale il suo secondo e ultimo podio in Coppa Europa (3ª) e il 22 febbraio successivo ha disputato la sua ultima gara in Coppa del Mondo, lo slalom speciale di Maribor che non ha completato. Si è ritirata al termine della stagione 2017-2018 e la sua ultima gara è stata uno slalom speciale FIS disputato l'11 aprile a Samnaun, chiuso dalla Vogel al 13º posto; in carriera non ha preso parte né a rassegne olimpiche né iridate.

## Palmarès

### Sci d'erba

#### Mondiali
- 8 medaglie:
  - 6 ori (slalom speciale, combinata a Dizin 2005; supergigante, slalom gigante, slalom speciale, combinata a Olešnice v Orlických horách 2007)
  - 2 argenti (supergigante, slalom gigante a Dizin 2005)

#### Mondiali juniores
- 11 medaglie:
  - 8 ori (supergigante, slalom gigante a Nové Město na Moravě 2005; supergigante, slalom speciale, combinata a Horní Lhota 2006; supergigante, slalom speciale, combinata a Nova Levante 2007)
  - 3 argenti (slalom speciale, combinata a Nové Město na Moravě 2005; slalom gigante a Horní Lhota 2006)

#### Coppa del Mondo
- Miglior piazzamento in classifica generale: 3ª nel 2006
- 8 podi:
  - 4 vittorie
  - 4 secondi posti

##### Coppa del Mondo - vittorie
| Data             | Località       | Paese    | Specialità |
| ---------------- | -------------- | -------- | ---------- |
| 17 luglio 2005   | Forni di Sopra | Italia   | SG         |
| 26 agosto 2006   | Sattel         | Svizzera | SL         |
| 2 settembre 2006 | Forni di Sopra | Italia   | GS         |
| 26 agosto 2007   | Sattel         | Svizzera | SL         |

Legenda:

SG = supergigante

GS = slalom gigante

SL = slalom speciale

### Sci alpino

#### Coppa del Mondo
- Miglior piazzamento in classifica generale: 107ª nel 2015

##### Coppa del Mondo - gare a squadre
- 1 podio:
  - 1 terzo posto

#### Coppa Europa
- Miglior piazzamento in classifica generale: 58ª nel 2014
- 2 podi:
  - 1 secondo posto
  - 1 terzo posto

#### Nor-Am Cup
- Miglior piazzamento in classifica generale: 17ª nel 2011
- 3 podi:
  - 1 secondo posto
  - 2 terzi posti

#### Australia New Zealand Cup
- Miglior piazzamento in classifica generale: 16ª nel 2011
- 1 podio:
  - 1 secondo posto